# يانسا
بلدية يانسا (بالإسبانية: Llansá) هي بلدية تقع في مقاطعة جرندة التابعة لمنطقة كتالونيا شمال شرق إسبانيا.

## الديموغرافيا
بلغ عدد سكان بلدية يانسا 5.140 نسمة عام 2011 (وفقاً للمعهد الوطني الإسباني للإحصاء).
| 3.843 | 3.982 | 4.129 | 4.371 | 4.862 | 5.209 | 5.140 |

## أعلام
- هيكتور سيمون
- آيزاك فيناليس